# Madonna col Bambino e sant'Antonio da Padova
La Madonna col Bambino e sant'Antonio da Padova è un dipinto a olio su tela (210×160 cm) di Antonio Paglia, databile al 1710 e conservato nella chiesa di Santa Maria in Calchera a Brescia, in sagrestia.

## Storia
Non sono note le vicende all'origine della commissione del dipinto, destinato probabilmente a un altare minore o da oratorio, oppure di carattere semplicemente devozionale. La tela fa parte da sempre del patrimonio pittorico della chiesa di Santa Maria in Calchera e, pertanto, la sua commissione è da ricercare in questo contesto.
L'opera è stata completamente restaurata nel 1981.

## Descrizione
Il dipinto, di concezione semplice e immediata, raffigura a destra la Madonna con in braccio il Bambino Gesù, sostenuta da nubi che si prolungano poi sul retro a creare lo sfondo dell'intera opera. Alla sua sinistra si trova, in atteggiamento adorante, sant'Antonio da Padova. Ai suoi piedi, un angioletto inginocchiato reca al santo un mazzo di gigli.
Lungo il margine sinistro si intravede un'architettura con colonne su un alto piedistallo, il tutto il gran parte coperto da ampi drappi. Il dipinto è firmato in basso a sinistra "ANTO.S PALEA / F".

## Stile
Nonostante la tela non rechi l'anno di esecuzione, è databile al 1710 a causa delle evidentissime analogie con il Sant'Antonio da Padova conservato nella chiesa parrocchiale di Vilminore di Scalve, firmato allo stesso modo e datato 1710. Con solamente qualche variante è riproposta la stessa tipologia del santo, lo stesso angioletto in primo piano che porge i gigli, la stessa ambientazione del colonnato e la stessa grazia un poco manieristica ereditata dal padre Francesco Paglia. Questi dipinti, assieme a un terzo Sant'Antonio da Padova nella parrocchiale di Gazzolo, anch'esso firmato e datato 1710, costituiscono una serie di tele di medesimo soggetto molto affini tra di loro.
La tela di Brescia presenta però le caratteristiche pittoriche migliori, leggibili nella Madonna col Bambino, avvolti in panneggi alla maniera del padre, talvolta risolti in filamenti luminosi, nel dolce atteggiamento del santo e nel paese che, appena abbozzato, si scorge sullo sfondo lungo il margine inferiore. La tonalità dei grigi e della terra d'ombra, diffusa su tutta la tela, è talvolta interrotta per essere improvvisamente rischiarata da luci rese con pennellate di bianco intenso, ad esempio nell'area delle nubi accanto al braccio sinistro del santo, ai piedi della Madonna.
La vera qualità di Antonio Paglia, che si rivelerà anche in seguito al soggiorno formativo veneziano, sta nel modo di variegare i panni e di renderli filamentosi mediante un continuo lavoro di pennello, senza lasciare superfici uniformi o compatte.